# حکایت‌های ویتربری – شادترین داستان‌های سده چهاردهم

کریستا لیندر در صحنه‌ای از فیلم.

حکایت‌های ویتربری – شادترین داستان‌های سده چهاردهم (ایتالیایی: I racconti di Viterbury - Le più allegre storie del '300) یک فیلم کمدی به کارگردانی ماریو کائیانو است که در سال ۱۹۷۳ منتشر شد.

## گزیدهٔ بازیگران
- روزالبا نری
- کریستا لیندر
- تونی اوچی
- جاکومو ریتسو
- ارکیده‌آ د سانتیس
- ماریو فررا
- کلارا کولوسیمو
- لیندا سینی
- کارلا مانچینی
- رزماری لینت
- رنتسو رینالدی
- روبرتو دل‌آکوا